# Viola delavayi
Viola delavayi är en violväxtart som beskrevs av Adrien René Franchet. Viola delavayi ingår i släktet violer, och familjen violväxter. Inga underarter finns listade i Catalogue of Life.